# Nancy Carroll
Nancy Caroll (prawdziwe imię Ann Veronica Lahiff, ur. 19 listopada 1903, zm. 6 sierpnia 1965) – amerykańska aktorka pochodząca z Nowego Jorku. Zadebiutowała w 1927 roku w filmie Ladies Must Dress.

## Filmografia
- 1930: Diabelskie wakacje jako Hallie Hobart
- 1930: Parada Paramountu jako ona sama
- 1930: Dangerous Paradise jako Alma
- 1938: Przygoda we dwoje jako Dorothy Moore